# جون بي. نيكسون
جون بي. نيكسون (بالإنجليزية: John B. Nixon)‏ هو مجرم أمريكي، ولد في 1 أبريل 1928، وتوفي في 14 ديسمبر 2005.